# Markus Beierle
Markus Beierle (* 2. Juni 1972 in Brackenheim) ist ein deutscher Fußballspieler.

## Karriere
Beierle begann als Jugendspieler in seiner Heimat. Seine ersten Stationen waren TSV Cleebronn und Union Böckingen. Hier wurden die ersten Profiklubs auf ihn aufmerksam und so wechselte er 1987 als 15-Jähriger in die Nachwuchsabteilung des VfB Stuttgart. Mit den A-Junioren des VfB wurde er 1989 und 1990 Deutscher Meister, in beiden Endspielen zeichnete sich Beierle als Torschütze aus. Der junge Angreifer rückte daraufhin in die Stuttgarter Amateurmannschaft auf, die in der Oberliga Baden-Württemberg spielte. Im Sommer 1993 wechselte der gelernte Zerspanungsmechaniker zum Ligarivalen SSV Ulm 1846, mit dem er 1994 in die Regionalliga Süd aufstieg. Ein Jahr später kehrte er nach Stuttgart zurück, allerdings schloss er sich den Stuttgarter Kickers an. Hier empfahl er sich mit 23 Treffern, womit Beierle einen wesentlichen Anteil am Zweitliga-Aufstieg der Kickers hatte. Nach seiner Zeit in Baden-Württemberg zog es ihn 1998 ins Ruhrgebiet zum MSV Duisburg. Es war sein erster Verein in der Bundesliga. Nach zwei Jahren verließ er die Zebras und ging zum TSV 1860 München. Ein Jahr später wechselte Beierle 2001 zu Hansa Rostock. Für die Hanseaten bestritt er in der Saison 2001/02 26 Spiele in der Bundesliga und erzielte fünf Tore. In der Folgesaison kam er nicht mehr zum Einsatz und wechselte in der Winterpause zum Zweitligisten Eintracht Frankfurt. Sein im Sommer 2005 auslaufender Vertrag wurde von der Eintracht nicht verlängert. Daraufhin schloss er sich dem Regionalligisten SV Darmstadt 98 um Trainer Bruno Labbadia an. Am Ende der Saison 2006/07 stieg er mit Darmstadt aus der Regionalliga Süd ab. Anschließend beendete Beierle seine Karriere als Fußballprofi. In seinem hessischen Wohnort Bad Vilbel spielt er seitdem für den Bezirksligisten SC Dortelweil, bei dem er ein Jahr später das Amt des Spielertrainers übernahm. Den Verein führte er nach Aufstiegen über die Kreisoberliga und Gruppenliga bis in die Verbandsliga Hessen.